# Комбль (кантон)
Комбль (фр. Combles) — упраздненный кантон во Франции, регион Пикардия, департамент Сомма. Входил в состав округа Перонн.
В состав кантона входили коммуны (население по данным Национального института статистики за 2009 г.):
- Ам-Монакю (129 чел.)
- Ардекур-о-Буа (74 чел.)
- Гедекур (102 чел.)
- Гиймон[англ.] (128 чел.)
- Женши (66 чел.)
- Карнуа (111 чел.)
- Комбль (709 чел.)
- Кюрлю (144 чел.)
- Лебёф (160 чел.)
- Лонгваль (283 чел.)
- Марикур (161 чел.)
- Мениль-ан-Арруэз (139 чел.)
- Монтобан-де-Пикарди (210 чел.)
- Морепа (207 чел.)
- Ранкур (180 чел.)
- Сайи-Сайизель (482 чел.)
- Флер (165 чел.)
- Эканкур (321 чел.)
- Этрикур-Мананкур (506 чел.)

## Экономика
Структура занятости населения:
- сельское хозяйство — 28,2 %
- промышленность — 17,8 %
- строительство — 8,3 %
- торговля, транспорт и сфера услуг — 26,7 %
- государственные и муниципальные службы — 19,0 %

## Политика
На президентских выборах 2012 г. жители кантона отдали в 1-м туре Марин Ле Пен 29,2 % голосов против 26,6 % у Николя Саркози и 21,7 у Франсуа Олланда, во 2-м туре в кантоне победил Саркози, получивший 53,9 % голосов (2007 г. 1 тур: Саркози  — 31,1 %, Сеголен Руаяль— 18,4 %; 2 тур: Саркози — 57,2 %). На выборах в Национальное собрание в 2012 г. по 5-му избирательному округу департамента Сомма они поддержали кандидата партии Новый центр, действующего депутата Стефана Демийи, получившего 47,1 % голосов в 1-м туре и 63,1 % голосов - во 2-м туре.
|  | Кандидат     | Партия                  | % голосов |
|  | ------------ | ----------------------- | --------- |
|  | Доминик Камю | Новый центр             | 65,07     |
|  | Жерар Парси  | Коммунистическая партия | 34,93     |

|  | Кандидат        | Партия                         | % голосов |
|  | --------------- | ------------------------------ | --------- |
|  | Доминик Камю    | Союз за французскую демократию | 59,77     |
|  | Бернар Нобекур  | Социалистическая партия        | 14,92     |
|  | Бруно Агар      | Национальный фронт             | 12,19     |
|  | Дени Шарпентье  | Коммунистическая партия        | 7,07      |
|  | Фабьен Делепорт | Крайне левые                   | 6,05      |